# فهقة ذهبية نصف ملساء
فهقة ذهبية نصف ملساء (الاسم العلمي: Lagocephalus spadiceus)، والمعروفة أيضًا بالأسماء الأخرى المتدوالة لها ولأجناس الأسماك الشبيهة بها؛ السمكة المنتفخة، سمكة أبو نفخة، سمكة البالون، سمكة النفيخة السامة، هذا النوع من الأسماك ينتمي لعائلة ينفوخية. وهي سمكة شائعة التواجد في البحر الأحمر، وكذلك تتواجد في المحيط الهندي، ويمكن أن تتواجد أيضًا في البحر الأبيض المتوسط، حيث وصلت لهناك من موطنها الطبيعي عن طريق الهجرة اللسبسية.
استهلاك هذه الأسماك كطعام يمكن أن يسبب أعراض قاتلة وأن يؤدي للوفاة. تحتوي أعضائها الداخلية، مثل الكبد والمرارة والأعضاء الجنسية، على التيترودوتوكسين، وهو سم عصبي قوي للغاية.